# Pyramides (metropolitana di Parigi)
Pyramides è una stazione sulle linee 7 e 14 della Metropolitana di Parigi ed è situata nel I arrondissement di Parigi.

## La stazione

### Ubicazione
La stazione Pyramides è situata a metà strada fra l'Opéra Garnier ed il teatro della Comédie-Française. Essa completa, con le stazioni Opéra e Palais Royal, il collegamento lungo l'avenue de l'Opéra, sotto la quale passa il tunnel della linea 7.

### Storia
La stazione venne aperta nel 1916 e mutua il suo nome dalla battaglia delle Piramidi che vide la vittoria di Napoleone Bonaparte sui mamelucchi di Mourad Bey.

### Accessi
- Avenue de l'Opéra: scala
- rue de l'Échelle: scala mobile ed ascensore
- Rue des Pyramides: scala

## Interconnessioni
- Bus RATP - 21, 27, 68, 81, 95, OpenTour

## Galleria d'immagini

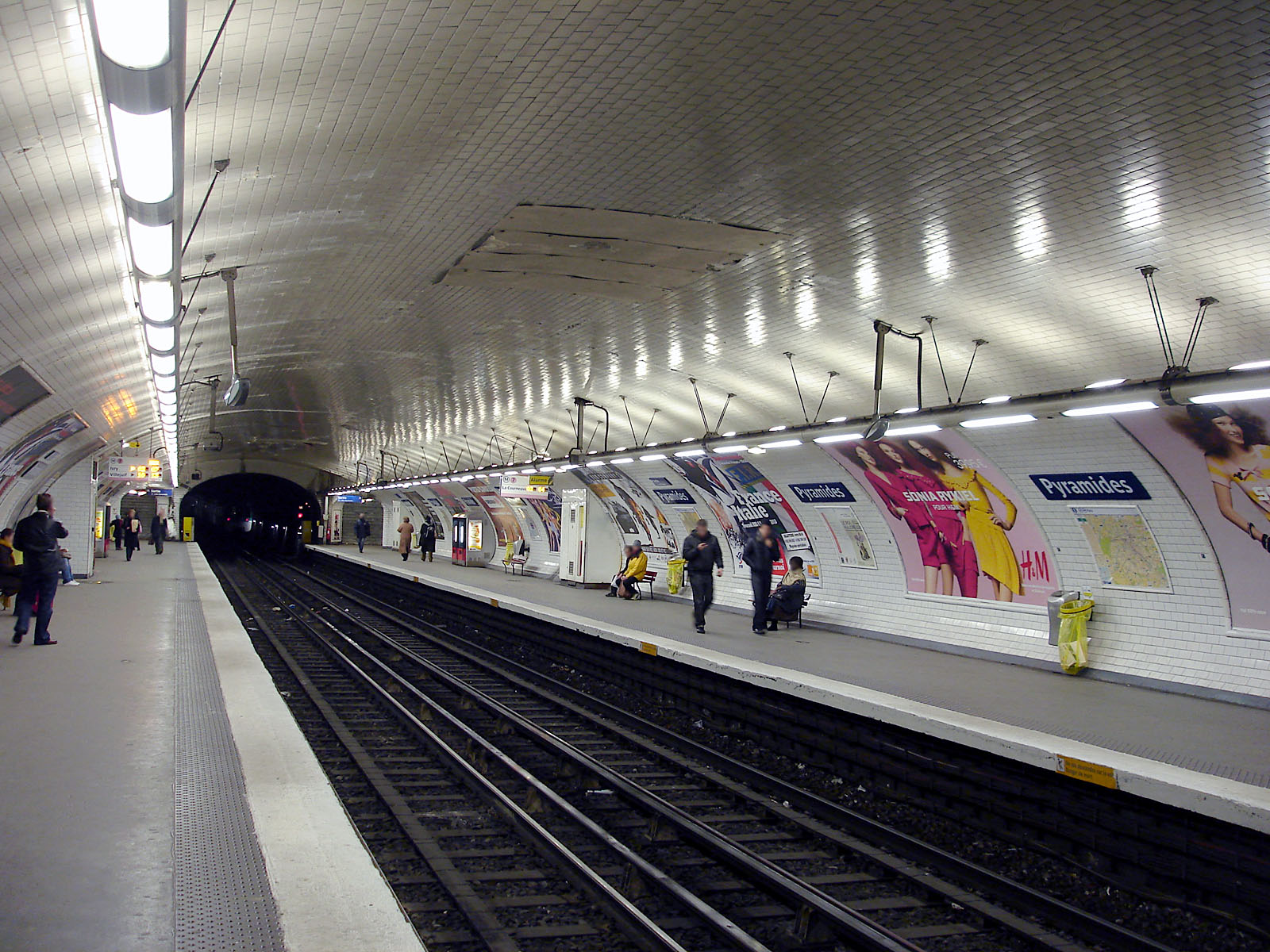
La banchina della linea 7
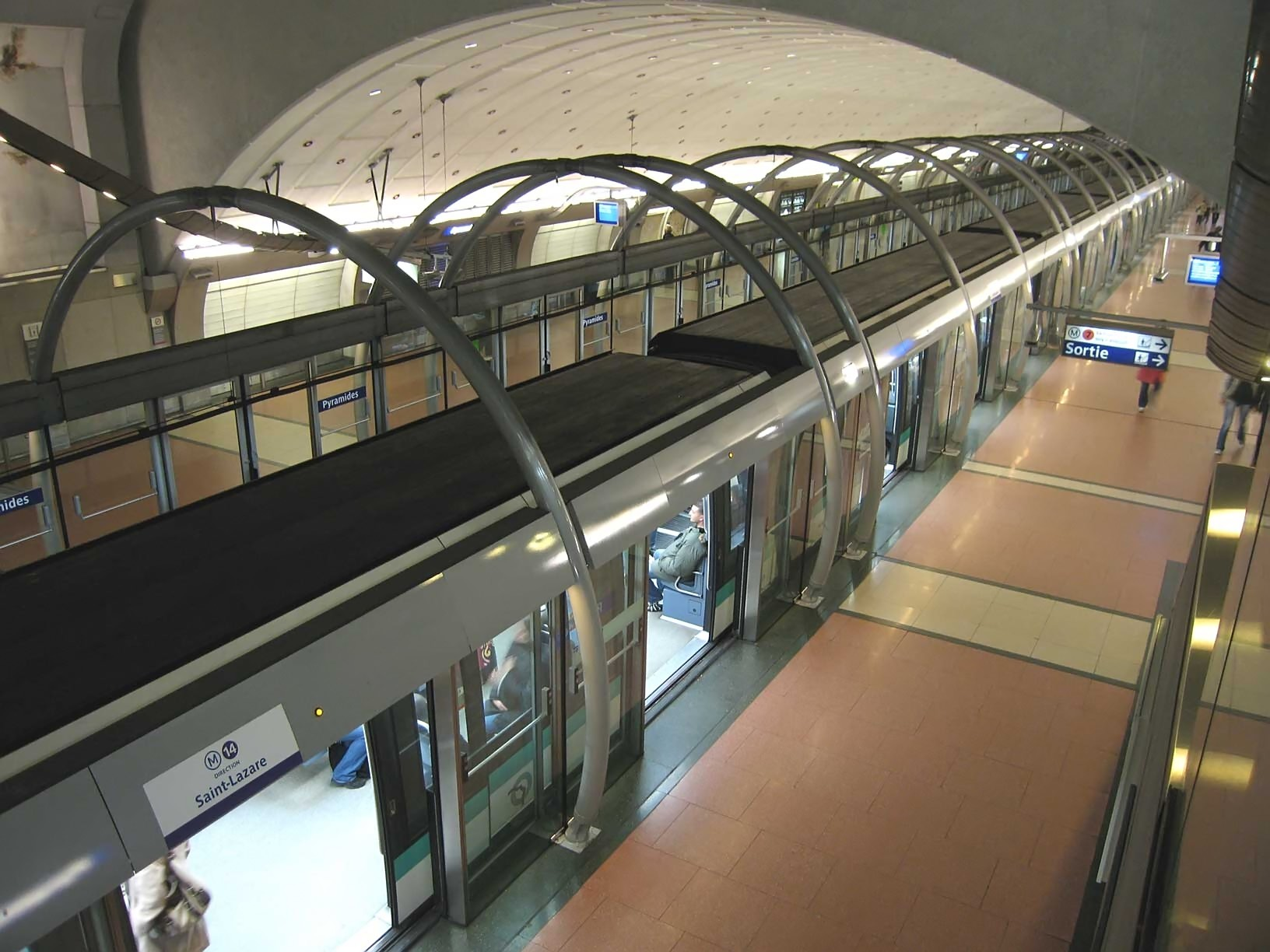
La banchina della linea 14